# Silinaite
La silinaite è un minerale.